# Альбула (рыба)
Альбу́ла, или бе́лая лиси́ца (лат. Albula vulpes), — вид лучепёрых рыб семейства альбуловых.

## Описание
Максимальная длина тела 104 см, а масса 10 кг. В среднем около 77 см, при массе 6 кг.  Тело, за исключением головы, покрыто довольно мелкой чешуей. Спина тёмная, зеленоватая, бока и брюхо серебристо-белые, с продольными тёмными полосами.
Высота тела составляет 20—23 % длины (14—19 % у молоди). Голова небольшая, её длина равна 28— 32 % длины тела. Глаза средние, диаметр составляет 5,5—8,0 % длины тела (4,4—5,5 раза в длине головы) и равен межглазничному расстоянию или чуть меньше. Верхняя челюсть не достигает до вертикали переднего края глаза. Спинной плавник расположен в середине спины, его основание лежит впереди брюшных плавников, последний луч не удлинён. Он больше анального плавника, длина основания которого составляет 5—7 % длины тела. Хвостовой плавник вильчатый. Грудные плавники расположены близко к брюху; их длина равна 15—19 % длины тела. Позади задней половины спинного плавника находятся брюшные плавники. В основаниях грудных и брюшных плавников есть аксиллярные чешуи. Боковая линия прямая.
В спинном плавнике 15—19 лучей; в анальном 8—9; в грудных 15—17; в брюшных 9—10; жаберных тычинок на 1-й дуге (7—10) + (8—12); чешуй в боковой линии 62—84; позвонков 68—80; пилорических придатков 13.
Дорсальная поверхность тёмная с зеленоватым оттенком, бока и брюхо беловато-серебристые и с тёмными продольными полосами. Плавники окрашены в тёмный цвет, основание грудных плавников жёлтое.

## Ареал и среда обитания
Широко распространена в тропических и субтропических морях, у берегов Америки от Калифорнии (Сан-Франциско) до Северного Перу — в Тихом океане и от мыса Хаттераса (единично от залива Фанди) до Рио-де-Жанейро — в Атлантическом, на востоке Атлантического океана у берегов Гвинейского залива, в Индийском океане у Восточной Африки до Красного моря включительно, также у острова Маврикий, Сейшельские острова, Индии, Шри-Ланка. Также обитает в западных водах Тихого океана от юга Кореи и южной Японии до Сингапура, Северо-Восточной Австралии, у Гавайских островов, Меланезии, Микронезии и Полинезии.
Шельфовая рыба. Встречается у берегов, часто в мангровых зарослях. Предпочитает илистый и песчаный грунт. Иногда заходит в солоноватую и пресную воду.

## Биология

### Размножение
Впервые созревают в возрасте двух лет при длине тела 25 см.
Держится стаями. Вероятно, нерест происходит в тропиках и субтропиках круглый год в глубинных участках шельфа, поскольку личинки-лептоцефалы этого вида попадаются над шельфом в разные месяцы года.
Личинки-лептоцефалы, характерные для тарпонообразных, нотокантообразных и угреобразных. Лептоцефалы альбулы по форме похожи на лист ивы. Наименьшие размеры (57 мм, SL 51 мм) имели лептоцефалы, пойманные у берегов Флориды. По достижении длины 8—9 см (с хорошо выраженным вильчатым хвостовым плавником) лептоцефалы начинают уменьшаться, их тело укорачивается и утолщается, при длине около 3 см по форме их тело становится похоже на взрослых рыб. 
Альбулы питаются червями, моллюсками, креветками, крабами и мелкими рыбами.

## Взаимодействие с человеком
Является объектом промысла. Мясо употребляют в пищу, хотя оно очень костлявое. Рекомендуется для производства натуральных и бланшированных в масле консервов, холодного копчения. Мировой вылов альбулы (т): 1988 г. — 1855, 1989 г. — 891, 1990 г. — 1771, 1992 г. — 17, 1994 г. - 145, 1995 г. - 20, 1996 г. - 232, 1997 г. - 1542, 1998 г. - 1674, 1999 г. - 370, 2000 г. — 249. Вылов в России промысел ведётся в центрально-восточной части Атлантического океана и в некоторой степени в юго-восточной части. В СССР/Россией вылов альбулы составил (т): 1986 г. — 615, 1987 г. — 500, 1988 г. — 226, 1989 г. — 865, 1990 г. — 991, 1991 г. — 339, 1994 г. — 125, 1996 г. — 164; затем промысел прекратился. Альбул промышляют тралами, неводами и крючковыми снастями. Популярный объект спортивной рыбалки. Международный союз охраны природы присвоил виду охранный статус «Близкий к уязвимому положению».